# Лариса Савицкая
Лариса Владимировна Савицкая, родена Андреева (родена на 11 януари 1961 г., Благовешченск, Амурска област) става известна като човек, оцелял след падане от височина 5200 метра, ставайки единственият оцелял в самолетната катастрофа край Завитинск, станала на 24 август 1981 г., когато на височина 5 км Ан-24 RV се сблъсква с бомбардировач Ту-16 К.

## Биография
Роден в Благовещенск на 11 януари 1961 г. В училище се занимава с бални танци и фигурно пързаляне.
Младата студентка от Благовещенския педагогически институт Лариса Савицкая се връща от медения си месец със съпруга си Владимир Савицки. Женят се през пролетта на 1981 г., но заради изпити и практика пътуването се отлага.
След пътуването по море те летят на борда на Аерофлот An-24 RV (полет SU-811 Южносахалинск – Комсомолск на Амур – Благовещенск) от Комсомолск на Амур до Благовещенск. В самолета има много празни места и въпреки факта, че семейство Савицки имат билети за средната част на самолета, те заемат места в опашката.

## Катастрофа
На 24 август 1981 г. самолетът Ан-24 RV, на който лети двойката Савицки, се сблъсква с бомбардировач с ракети с голям обсег на действие Ту-16К на височина 5220 м. Причините за катастрофата са няколко: лоша координация между военни и цивилни диспечери, екипажът на Ан-24 RV не съобщава, че се отклонява от основния маршрут, а екипажът на Ту-16К съобщава, че е достигнал височина 5100 м, 2 минути преди това да се случи.
След сблъсъка екипажите на двата самолета загиват. В резултат на сблъсъка Ан-24 RV губи двете конзоли на крилата с резервоари за гориво и горната част на фюзелажа. Останалата част се чупи няколко пъти при падането.
По време на катастрофата Лариса Савицкая спи на мястото си в опашната част на самолета. Събудила се от силен удар и внезапен студ (температурата моментално пада от +25 °C на -30 °C). След поредната фрактура на фюзелажа минава точно пред седалката ѝ, Савицкая е изхвърлена в пътеката. Когато идва на себе си, тя се насочва към най-близката седалка, качва се вътре и се притиска в нея, без да се закопчава. По-късно Савицкая твърди, че в този момент си е спомнила епизод от филма „Чудесата все още се случват“, където героинята се притиска на мястото си по време на самолетна катастрофа и оцелява.
Част от тялото на самолета се приземява върху брезова горичка, което омекотява удара. Според последващи изследвания, цялото падане на останките от самолета с размери 3 метра ширина и 4 метра дължина, където се озовала Савицкая, е отнело 8 минути. Савицкая е в безсъзнание няколко часа. Събуждайки се на земята, тя видяла стол с тялото на мъртвия си съпруг пред себе си. Савицкая получава редица сериозни наранявания, но успява да се движи самостоятелно.
Два дни по-късно спасителите я открили. Докато чака спасителите, Савицкая си прави временно убежище от останките на самолета, като се затопля с калъфи за седалки и се крие от комарите с найлонов плик. През всичките дни вали дъжд. Когато приключва, тя маха на преминаващите спасителни самолети, но те, без да очакват да намерят оцелели, я бъкат с геолог от близкия лагер. Савицкая, телата на съпруга ѝ и двама други пътници са последните от всички жертви на бедствието, открити на третия ден.

## Последици
Лекарите я диагностицират с мозъчно сътресение, гръбначни травми на пет места, счупени ръце и ребра. Тя също губи почти всичките си зъби. Последствията продължават през целия последващ живот на Савицкая. Тя е единственият оцелял от 38-те души на борда.
Първото споменаване на Лариса Савицкая е само по време на Перестройката във вестник „Съветски спорт“ в края на 1985 г., но в статията се казва, че тя е паднала от височина пет километра по време на тестване на самолет с оригинален дизайн, не през 1981 г., а през 1979 г.
Въпреки многобройните наранявания, Савицкая не получава удостоверение за увреждане: според съветските стандарти тежестта на индивидуалните ѝ наранявания не ѝ позволява да го получи и е невъзможно да го получи в пълен ражмер. По-късно Савицкая се парализира, но успява да се възстанови, въпреки че не може да върши много работа и е принудена да свързва двата края със случайни работни места и дори с гладуване.
По-късно тя получава второ висше образование в Московския държавен университет, в катедрата по психофизиология. През 1986 г. тя ражда сина си Георгий и дълго време двамата живеят само на помощи за отглеждане на дете.
Необичайната съдба привлича вниманието на пресата и се появяват множество интервюта със Савицкая. Тя става героиня на телевизионни програми на няколко телевизионни компании. Благодарение на това е намерен човек, който е платил зъбопротезиране. През 90-те години тя успява да спечели стабилен доход благодарение на собствената си компания и купува апартамент в Москва.
Лариса Савицкая два пъти е включена в руското издание на Книгата на рекордите на Гинес:
като човек, оцелял след падане от най-висока височина,
като лице, получило минимален размер на обезщетение за физически щети – 75 рубли. Според стандартите на Госстрах в СССР се дължат 300 рубли обезщетение за щети за мъртвите и 75 рубли за оцелелите след самолетни катастрофи.

## Семейство
- Първи съпруг (1981) – Владимир Викторович Савицки (19 октомври 1961 – 24 август 1981). Студент по медицина. Загинал при самолетна катастрофа. Погребан е в Благовещенск, на гробище, разположено на 8-ия километър на Новотроицкое шосе.
- Син – Георги (роден 1986 г.)
- Втори съпруг (от 2008 г.) – Тимофей, психофизиолог.[3]

## В културата
Филм за бедствието е направен от режисьора Дмитрий Суворов, „Едно“ (2022). Ролята на Л. Савицкая се играе от Надежда Калеганова.